# Tietasaura
Tietasaura („Tietin ještěr“ - podle hlavní postavy z brazilského románu Tieta) byl rod ptakopánvého býložravého dinosaura, který žil v období rané křídy (geologické věky valangin až hauteriv, před 139 až 126 miliony let) na území dnešní severovýchodní Brazílie.

## Historie
Fosilie tohoto dinosaura byly objeveny v sedimentech souvrství Marfim (skupina Bahía) a představují distální konec levé stehenní kosti. Holotyp byl objeven již roku 1906 tehdejší britskou výpravou do Brazílie a nese označení NHM-PV R.3424. Výpravy tohoto druhu byly britskými vědci organizovány již od roku 1859. Jedná se o prvního objeveného ptakopánvého dinosaura na území Brazílie a o jednoho z prvních vůbec objevených dinosaurů z území tohoto státu. Formálně byl popsán týmem paleontologů v roce 2024 jako Tietasaura derbyiana.

## Popis a zařazení
Mezi nejbližší příbuzné tohoto ptakopánvého dinosaura patřil například geologicky mladší argentinský rod Notohypsilophodon.
 Tento ptakopánvý dinosaurus spadal do kladu Elasmaria a mezi jeho další příbuzné tak patřily také rody Fulgurotherium, Gasparinisaura, Morrosaurus, Trinisaura, Macrogryphosaurus, Talenkauen nebo Anabisetia. Vzdáleněji příbuzný pak byl také severoamerický rod Parksosaurus.